# Сан Филипо (Месина)
Сан Филипо је насеље у Италији у округу Месина, региону Сицилија.
Према процени из 2011. у насељу је живело 229 становника. Насеље се налази на надморској висини од 451 м.